# أندرو رييس
أندرو رييس (بالإنجليزية: Andrew Reyes)‏ هو عداء سريع ليبيري، ولد في 13 نوفمبر 1974.

## وصلات خارجية
- أندرو رييس على موقع الاتحاد الدولي لألعاب القوى (الإنجليزية)
- أندرو رييس على موقع أوليمبيديا (الإنجليزية)